# Équipe du Danemark de football au Championnat d'Europe 2004
L'équipe du Danemark de football participe à son 7e championnat d'Europe lors de l'édition 2004 qui se tient au Portugal du 12 juin 2004 au 4 juillet 2004. Les Danois terminent deuxièmes du groupe C puis ils sont éliminés en quart de finale par la République tchèque.

## Phase qualificative
La phase qualificative est composée de dix groupes. Les dix vainqueurs de poule sont directement qualifiés et les dix deuxièmes s'affrontent en barrages d'où ressortent cinq vainqueurs. Ces quinze équipes disputent l'Euro 2004 et ils accompagnent le Portugal, qualifié d'office en tant que pays organisateur. Le Danemark termine 1er du groupe 2.
| Rang | Équipe             | Pts | J | G | N | P | Bp | Bc | Diff |  | Résultats (▼ dom., ► ext.) |     |     |     |     |     |
| ---- | ------------------ | --- | - | - | - | - | -- | -- | ---- |  | -------------------------- | --- | --- | --- | --- | --- |
| 1    | Danemark           | 15  | 8 | 4 | 3 | 1 | 15 | 9  | +6   |  | Danemark                   |     | 1-0 | 2-2 | 0-2 | 2-0 |
| 2    | Norvège            | 14  | 8 | 4 | 2 | 2 | 9  | 5  | +4   |  | Norvège                    | 2-2 |     | 1-1 | 2-0 | 1-0 |
| 3    | Roumanie           | 14  | 8 | 4 | 2 | 2 | 21 | 9  | +12  |  | Roumanie                   | 2-5 | 0-1 |     | 2-0 | 4-0 |
| 4    | Bosnie-Herzégovine | 13  | 8 | 4 | 1 | 3 | 7  | 8  | -1   |  | Bosnie-Herzégovine         | 1-1 | 1-0 | 0-3 |     | 2-0 |
| 5    | Luxembourg         | 0   | 8 | 0 | 0 | 8 | 0  | 21 | -21  |  | Luxembourg                 | 0-2 | 0-2 | 0-7 | 0-1 |     |

## Phase finale

### Phase de groupe
| Groupe C |          |     |   |   |   |   |    |    |      |
|          | Équipe   | Pts | J | G | N | P | Bp | Bc | Diff |
| 1        | Suède    | 5   | 3 | 1 | 2 | 0 | 8  | 3  | +5   |
| 2        | Danemark | 5   | 3 | 1 | 2 | 0 | 4  | 2  | +2   |
| 3        | Italie   | 5   | 3 | 1 | 2 | 0 | 3  | 2  | +1   |
| 4        | Bulgarie | 0   | 3 | 0 | 0 | 3 | 1  | 9  | -8   |

| 14 juin | Danemark | 0 | 0 | Italie   |
| 14 juin | Suède    | 5 | 0 | Bulgarie |
| 18 juin | Bulgarie | 0 | 2 | Danemark |
| 18 juin | Italie   | 1 | 1 | Suède    |
| 22 juin | Italie   | 2 | 1 | Bulgarie |
| 22 juin | Danemark | 2 | 2 | Suède    |

| 14 juin 2004                      | Danemark | 0 – 0   | Italie | Estádio D. Afonso Henriques, Guimarães                  |                                                         |
| 17:00 · Historique des rencontres |          | (0 – 0) |        | Spectateurs : 29 595 Arbitrage : Manuel Mejuto González | Spectateurs : 29 595 Arbitrage : Manuel Mejuto González |

| 18 juin 2004                      | Bulgarie | 0 – 2   | Danemark                      | Estádio Municipal de Braga, Braga                 |                                                   |
| 17:00 · Historique des rencontres |          | (0 – 1) | Tomasson 44e · Grønkjær 90+2e | Spectateurs : 24 131 Arbitrage : Lucílio Baptista | Spectateurs : 24 131 Arbitrage : Lucílio Baptista |

| 22 juin 2004                      | Danemark         | 2 – 2   | Suède                           | Estádio do Bessa XXI, Porto                  |                                              |
| 19:45 · Historique des rencontres | Tomasson 28e 66e | (1 – 0) | Larsson 47e (pen.) · Jonson 89e | Spectateurs : 26 115 Arbitrage : Markus Merk | Spectateurs : 26 115 Arbitrage : Markus Merk |

### Quart de finale
| 27 juin 2004                      | Tchéquie                   | 3 – 0 | Danemark | Estádio do Dragão, Porto                         |                                                  |
| 19:45 · Historique des rencontres | Koller 49e · Baroš 63e 65e |       |          | Spectateurs : 41 092 Arbitrage : Valentin Ivanov | Spectateurs : 41 092 Arbitrage : Valentin Ivanov |
| 19:45 · Historique des rencontres | (Rapport)                  |       |          | Spectateurs : 41 092 Arbitrage : Valentin Ivanov | Spectateurs : 41 092 Arbitrage : Valentin Ivanov |

## Effectif
Sélectionneur : Morten Olsen
| No. | Pos.      | Joueur            | Date de naissance et âge | Sélec. | Club              |
| --- | --------- | ----------------- | ------------------------ | ------ | ----------------- |
| 1   | Gardien   | Thomas Sørensen   | 12 juin 1976             | 36     | Aston Villa       |
| 2   | Défenseur | Kasper Bøgelund   | 8 octobre 1980           | 10     | PSV Eindhoven     |
| 3   | Défenseur | René Henriksen    | 27 août 1969             | 63     | Panathinaïkos     |
| 4   | Défenseur | Martin Laursen    | 26 juillet 1977          | 35     | AC Milan          |
| 5   | Défenseur | Niclas Jensen     | 17 août 1974             | 30     | Borussia Dortmund |
| 6   | Milieu    | Thomas Helveg     | 24 juin 1971             | 84     | Inter de Milan    |
| 7   | Milieu    | Thomas Gravesen   | 11 mars 1976             | 44     | Everton           |
| 8   | Attaquant | Jesper Grønkjær   | 12 août 1977             | 47     | Chelsea           |
| 9   | Attaquant | Jon Dahl Tomasson | 29 août 1976             | 61     | AC Milan          |
| 10  | Milieu    | Martin Jørgensen  | 6 octobre 1975           | 49     | Udinese           |
| 11  | Attaquant | Ebbe Sand         | 19 juillet 1972          | 63     | Schalke 04        |
| 12  | Milieu    | Thomas Kahlenberg | 20 mars 1983             | 2      | Brøndby IF        |
| 13  | Défenseur | Per Krøldrup      | 31 juillet 1979          | 5      | Udinese           |
| 14  | Milieu    | Claus Jensen      | 29 avril 1977            | 30     | Charlton          |
| 15  | Milieu    | Daniel Jensen     | 25 juin 1979             | 7      | Real Murcie       |
| 16  | Gardien   | Peter Skov-Jensen | 9 juin 1971              | 2      | FC Midtjylland    |
| 17  | Milieu    | Christian Poulsen | 28 février 1980          | 18     | Schalke 04        |
| 18  | Défenseur | Brian Priske      | 14 mai 1977              | 5      | KRC Genk          |
| 19  | Attaquant | Dennis Rommedahl  | 22 juillet 1978          | 41     | PSV Eindhoven     |
| 20  | Attaquant | Kenneth Perez     | 29 août 1974             | 6      | AZ Alkmaar        |
| 21  | Attaquant | Peter Madsen      | 26 avril 1978            | 9      | VfL Bochum        |
| 22  | Gardien   | Stephan Andersen  | 26 novembre 1981         | 1      | AB Copenhague     |
| 23  | Attaquant | Peter Løvenkrands | 29 janvier 1980          | 11     | Glasgow Rangers   |

## Navigation